# Rocky Cove
Die Rocky Cove (russisch бухта Каменистая buchta Kamenistaja, deutsch ‚Steinige Bucht‘, chinesisch 岩石 Yanshi Wan, deutsch ‚Steinige Bucht‘) ist eine kleine Nebenbucht der Maxwell Bay an der Südküste von King George Island, der größten der Südlichen Shetlandinseln.
Sie liegt im Nordosten der Fildes-Halbinsel zwischen Lapidary Point und Suffield Point, im Norden des Eingangs zur Ardley Cove.
Die Bucht wurde nach Kartierungen der 13. Sowjetischen Antarktisexpedition von der Bellingshausen-Station aus auf einer Karte von 1968 бухта Каменистая genannt. Auf einer englischsprachigen Karte derselben Autoren von 1971 ist die Bucht mit „Kamenistaya Inlet“ beschriftet. Das britische Antarctic Place-names Committee (APC) übersetzte den russischen Namen 1978 sinngemäß ins Englische.
In die Bucht (auf der deutschen Karte von 1984 als „Steinbucht“ beschriftet) münden drei Bäche namens Kies-, Holz- und Steinbach.